# Dangerous World Tour
Dangerous World Tour는 마이클 잭슨의 두 번째 공식 월드 투어이다. 미국, 유럽, 아시아에서 개최했으며, 1992년 6월 27일부터 1993년 11월 11일까지 진행되었다. 펩시가 스폰서였으며, 70개의 투어를 했고, 총 350만명의 팬들이 모였다. 또한 마이클 잭슨 본인이 세운 재단인 '힐 더 월드 파운데이션'과 각종 자선단체를 통해 투어 수익금을 기부하였다. 투어 후반기에는 성추행 관련 혐의로 미국 경찰의 수사가 시작되어 공연이 취소되기도 하였고, 진통제 중독 증세를 보여 예정된 일정을 모두 소화하지 못했다.

## 세트 리스트
1. "Jam"
2. "Wanna Be Startin' Somethin'"
3. "Human Nature"
4. "Smooth Criminal"
5. "I Just Can't Stop Loving You" (duet with Siedah Garrett)
6. "She's Out of My Life"
7. The Jackson 5 Medley: "I Want You Back" / "The Love You Save" / "I'll Be There"
8. "Rock With You"
9. "Thriller"
10. "Billie Jean"
11. "Remember The Time"
12. "Workin' Day and Night"
13. "Beat It"
14. "Will You Be There"
15. "The Way You Make Me Feel"
16. "Bad"
17. "Black or White"
18. "Heal the World"
19. "Man in the Mirror"

1. "Jam"
2. "Wanna Be Startin' Somethin'"
3. "Human Nature"
4. "Smooth Criminal"
5. "I Just Can't Stop Loving You" (duet with Siedah Garrett)
6. "She's Out of My Life"
7. The Jackson 5 Medley: "I Want You Back" / "The Love You Save" / "I'll Be There"
8. "Rock With You"
9. "Thriller"
10. "Billie Jean"
11. "Remember The Time"
12. "Workin' Day and Night"
13. "Beat It"
14. "Will You Be There"
15. "The Way You Make Me Feel"
16. "Dangerous"
17. "Bad"
18. "Black or White"
19. "Heal the World"
20. "Man in the Mirror"

1. "Brace Yourself - Carmina Burana (운명의 여신이여! by 칼 오르프)" (인트로)
2. "Jam"
3. "Wanna Be Startin' Somethin'"
4. "Human Nature"
5. "Smooth Criminal"
6. "I Just Can't Stop Loving You" (duet with Siedah Garrett)
7. "She's Out of My Life"
8. The Jackson 5 Medley: "I Want You Back" / "The Love You Save" / "I'll Be There"
9. "Thriller"
10. "Billie Jean"
11. "Black or White Panther" (막간 쉬는시간 영상)
12. "Workin' Day and Night"
13. "Beat It"
14. "Someone Put Your Hand Out" (막간 쉬는시간 연주)
15. "Will You Be There"
16. "The Way You Make Me Feel" 1
17. "Bad" 1
18. "Black or White"
19. "We Are the World" (막간 쉬는시간 영상)
20. "Heal the World"
21. "Man in the Mirror"/"Rocket Man" (피날레)

1. "Jam"  (Why You Wanna Trip On Me의 인트로 포함)
2. "Billie Jean"
3. "Black or White"
4. "We Are the World"
5. "Heal the World"

1. "Brace Yourself - Carmina Burana (운명의 여신이여! by 칼 오르프)" (인트로)
2. "Jam"
3. "Wanna Be Startin' Somethin'"
4. "Human Nature"
5. "Smooth Criminal"
6. "I Just Can't Stop Loving You" (duet with Siedah Garrett)
7. "She's Out of My Life"
8. The Jackson 5 Medley: "I Want You Back" / "The Love You Save" / "I'll Be There"
9. "Thriller"
10. "Billie Jean"
11. "Black or White Panther" (막간 쉬는시간 영상)
12. "Someone Put Your Hand Out" (막간 쉬는시간 연주)
13. "Will You Be There"
14. "Dangerous"
15. "Black or White"
16. "We Are the World" (막간 쉬는시간 영상)
17. "Heal the World"
18. "Man in the Mirror"/"Rocket Man" (피날레)

1. "Brace Yourself - Carmina Burana (운명의 여신이여! by 칼 오르프)" (인트로)
2. "Jam"
3. "Wanna Be Startin' Somethin'"
4. "Human Nature"
5. "Smooth Criminal"
6. "I Just Can't Stop Loving You" (with Marva Hicks)
7. "She's Out of My Life"
8. The Jackson 5 Medley: "I Want You Back" / "The Love You Save" / "I'll Be There"
9. "Thriller"
10. "Billie Jean"
11. "The Way You Make Me Feel"
12. "Black Panther" (막간 쉬는시간 영상)
13. "Beat It" (with Jennifer Batten)
14. "You Are Not Alone"
15. "Dangerous"
16. "Black or White"
17. "Man in the Mirror"
18. "Earth Song"

## 오프닝 공연
- Kris Kross
- Rozalla
- TLC
- D'Influence (영국)
- Snap! (루마니아 부큐레슈티)
- Culture Beat (1993 유럽일정 중)

## 투어 일정
| 날짜                       | 도시              | 국가                   | 장소                                |
| -------------------------- | ----------------- | ---------------------- | ----------------------------------- |
| 1차 투어                   |                   |                        |                                     |
| 1992년 6월 27일            | 뮌헨              | 독일                   | 올림피아 경기장                     |
| 1992년 6월 30일            | 로테르담          | 네덜란드               | 페예노르트 경기장                   |
| 1992년 7월 1일             | 로테르담          | 네덜란드               | 페예노르트 경기장                   |
| 1992년 7월 4일             | 로마              | 이탈리아               | 플라미니오 경기장                   |
| 1992년 7월 6일             | 몬차              | 이탈리아               | 브리안떼오 경기장                   |
| 1992년 7월 7일             | 몬차              | 이탈리아               | 브리안떼오 경기장                   |
| 1992년 7월 11일            | 쾰른              | 독일                   | 뮈거스도르퍼 경기장                 |
| 1992년 7월 15일            | 오슬로            | 노르웨이               | 발레 호빈                           |
| 1992년 7월 17일            | 스톡홀름          | 스웨덴                 | 스톡홀름 올림픽 경기장              |
| 1992년 7월 18일            | 스톡홀름          | 스웨덴                 | 스톡홀름 올림픽 경기장              |
| 1992년 7월 20일            | 코펜하겐          | 덴마크                 | 겐토프트 경기장                     |
| 1992년 7월 22일            | 베르히터 (워히터) | 벨기에                 | 베르히터 페스티벌 그라운드          |
| 1992년 7월 25일            | 더블린            | 아일랜드               | 랜즈다운 로드                       |
| 1992년 7월 30일            | 런던              | 영국                   | 웸블리 경기장                       |
| 1992년 7월 31일            | 런던              | 영국                   | 웸블리 경기장                       |
| 1992년 8월 5일             | 카디프            | 영국                   | 카디프 암스 파크                    |
| 1992년 8월 8일             | 브레멘            | 독일                   | 베저 경기장                         |
| 1992년 8월 10일            | 함부르크          | 독일                   | 폴크스파르크 경기장                 |
| 1992년 8월 13일            | 하멜린            | 독일                   | 베저베르크란트 경기장               |
| 1992년 8월 16일            | 리즈              | 영국                   | 라운드헤이 파크                     |
| 1992 8월 18일              | 글래스코          | 영국                   | 글래스코 그린                       |
| 1992년 8월 20일            | 런던              | 영국                   | 웸블리 경기장                       |
| 1992년 8월 22일            | 런던              | 영국                   | 웸블리 경기장                       |
| 1992년 8월 23일            | 런던              | 영국                   | 웸블리 경기장                       |
| 1992년 8월 26일            | 빈                | 오스트리아             | 프라터 경기장                       |
| 1992년 8월 28일            | 프랑크푸르트      | 독일                   | 발트 경기장                         |
| 1992년 8월 30일            | 루드비히샤펜      | 독일                   | 쥐트베스트 경기장                   |
| 1992년 9월 2일             | 바이로이트        | 독일                   | 빌트 경기장                         |
| 1992년 9월 4일             | 베를린            | 독일                   | 얀 경기장                           |
| 1992년 9월 6일             | 겔젠키르쉰        | 독일                   | 파르크 경기장                       |
| 1992년 9월 8일             | 로잔              | 스위스                 | 라 퐁테즈 올림픽 경기장             |
| 1992년 9월 11일            | 바젤              | 스위스                 | 장크트 야코프 경기장                |
| 1992년 9월 13일            | 파리              | 프랑스                 | 벵센 경기장                         |
| 1992년 9월 16일            | 툴루즈            | 프랑스                 | 툴루즈 경기장                       |
| 1992년 9월 18일            | 바르셀로나        | 스페인                 | 루이스 콤파니스 올림픽 경기장       |
| 1992년 9월 21일            | 오비에도          | 스페인                 | 에스타디오 카를로스 타르티에레      |
| 1992년 9월 23일            | 마드리드          | 스페인                 | 에스타디오 비센테 칼데론            |
| 1992년 9월 26일            | 리스본            | 포르투갈               | 이스타디우 조제 알발라드            |
| 1992년 10월 1일            | 부큐레슈티        | 루마니아               | 리아 마놀리우 국립경기장            |
| 1차 투어 - 피날레 공연     |                   |                        |                                     |
| 1992년 12월 12일           | 도쿄              | 일본                   | 도쿄 돔                             |
| 1992년 12월 14일           | 도쿄              | 일본                   | 도쿄 돔                             |
| 1992년 12월 17일           | 도쿄              | 일본                   | 도쿄 돔                             |
| 1992년 12월 19일           | 도쿄              | 일본                   | 도쿄 돔                             |
| 1992년 12월 22일           | 도쿄              | 일본                   | 도쿄 돔                             |
| 1992년 12월 24일           | 도쿄              | 일본                   | 도쿄 돔                             |
| 1992년 12월 30일           | 도쿄              | 일본                   | 도쿄 돔                             |
| 1992년 12월 31일           | 도쿄              | 일본                   | 도쿄 돔                             |
| 제 27회 슈퍼볼 하프타임 쇼 |                   |                        |                                     |
| 1993년 1월 31일            | 패서디나          | 캘리포니아             | 로즈 볼 경기장                      |
| 2차 투어                   |                   |                        |                                     |
| 1993년 8월 24일            | 방콕              | 태국                   | 수파찰라사이 경기장                 |
| 1993년 8월 27일            | 방콕              | 태국                   | 수파찰라사이 경기장                 |
| 1993년 8월 29일            | 싱가포르          | 싱가포르               | 싱가포르 국립경기장                 |
| 1993년 9월 1일             | 싱가포르          | 싱가포르               | 싱가포르 국립경기장                 |
| 1993년 9월 4일             | 타이베이          | 대만                   | 타이베이 육상경기장                 |
| 1993년 9월 6일             | 타이베이          | 대만                   | 타이베이 육상경기장                 |
| 1993년 9월 10일            | 후쿠오카          | 일본                   | 후쿠오카 돔                         |
| 1993년 9월 11일            | 후쿠오카          | 일본                   | 후쿠오카 돔                         |
| 1993년 9월 15일            | 모스크바          | 러시아                 | 루츠니키 경기장                     |
| 1993년 9월 9일             | 텔 아비브         | 이스라엘               | 하야콘 파크                         |
| 1993년 9월 21일            | 텔 아비브         | 이스라엘               | 하야콘 파크                         |
| 1993년 9월 23일            | 이스탄불          | 터키                   | 이뇌뉘 스타디움                     |
| 1993년 9월 26일            | 떼네리페          | 카나리아 제도 (스페인) | 푸에레또 데 산타 크루스 데 떼네리페 |
| 1993년 10월 8일            | 부에노스 아이레스 | 아르헨티나             | 에스따디오 리버 플레이트            |
| 1993년 10월 10일           | 부에노스 아이레스 | 아르헨티나             | 에스따디오 리버 플레이트            |
| 1993년 10월 12일           | 부에노스 아이레스 | 아르헨티나             | 에스따디오 리버 플레이트            |
| 1993년 10월 15일           | 상 파울로         | 브라질                 | 에스따디오 두 모룸비                |
| 1993년 10월 17일           | 상 파울로         | 브라질                 | 에스따디오 두 모룸비                |
| 1993년 10월 23일           | 산티아고          | 칠레                   | 에스따디오 나씨오날                 |
| 1993년 10월 29일           | 멕시코 시티       | 멕시코                 | 에스타디오 아스테카                 |
| 1993년 10월 31일           | 멕시코 시티       | 멕시코                 | 에스타디오 아스테카                 |
| 1993년 11월 7일            | 멕시코 시티       | 멕시코                 | 에스타디오 아스테카                 |
| 1993년 11월 9일            | 멕시코 시티       | 멕시코                 | 에스타디오 아스테카                 |
| 1993년 11월 11일           | 멕시코 시티       | 멕시코                 | 에스타디오 아스테카                 |
| 왕실 콘서트                |                   |                        |                                     |
| 1996년 7월 16일            | 반다르스리브가완  | 브루나이               | 제루동 파크                         |

### 팀원들
| 주연 가수 - 리드 보컬, 춤, 안무담당: 마이클 잭슨 댄서들 - 라벨 스미스 (LaVelle Smith) (안무가), 제이미 킹 (Jamie King), 에발도 가르시아 (Evaldo Garcia), 랜디 알레어 (Randy Allaire - 1차투어 참가), 트레비스 페인 (Travis Payne - 2차투어 참가), Damon Navandi, Bruno "Taco" Falcon, Michelle Berube, Yuko Sumida | Band members - 음악 감독: 그렉 필리게인스 (Greg Phillinganes) - 음악 조감독: 케빈 도지 (Kevin Dorsey) - 키보드/ 신디사이저: 그렉 필리게인스 (Greg Phillinganes), 브래드 벅서 (Brad Buxer), 아이제이어 샌더스 (Isaiah Sander) - 드럼: Ricky Lawson - 리드/리듬 기타: 제니퍼 배튼 (Jennifer Batten), David Williams - 베이스 기타/ 신스 베이스: Don Boyette - 보컬 감독: Dorian Holley - 백보컬: Kevin Dorsey, Dorian Holley, 시다 가렛 (Siedah Garrett), Darryl Phinnessee |